# اینترکنتیننتال

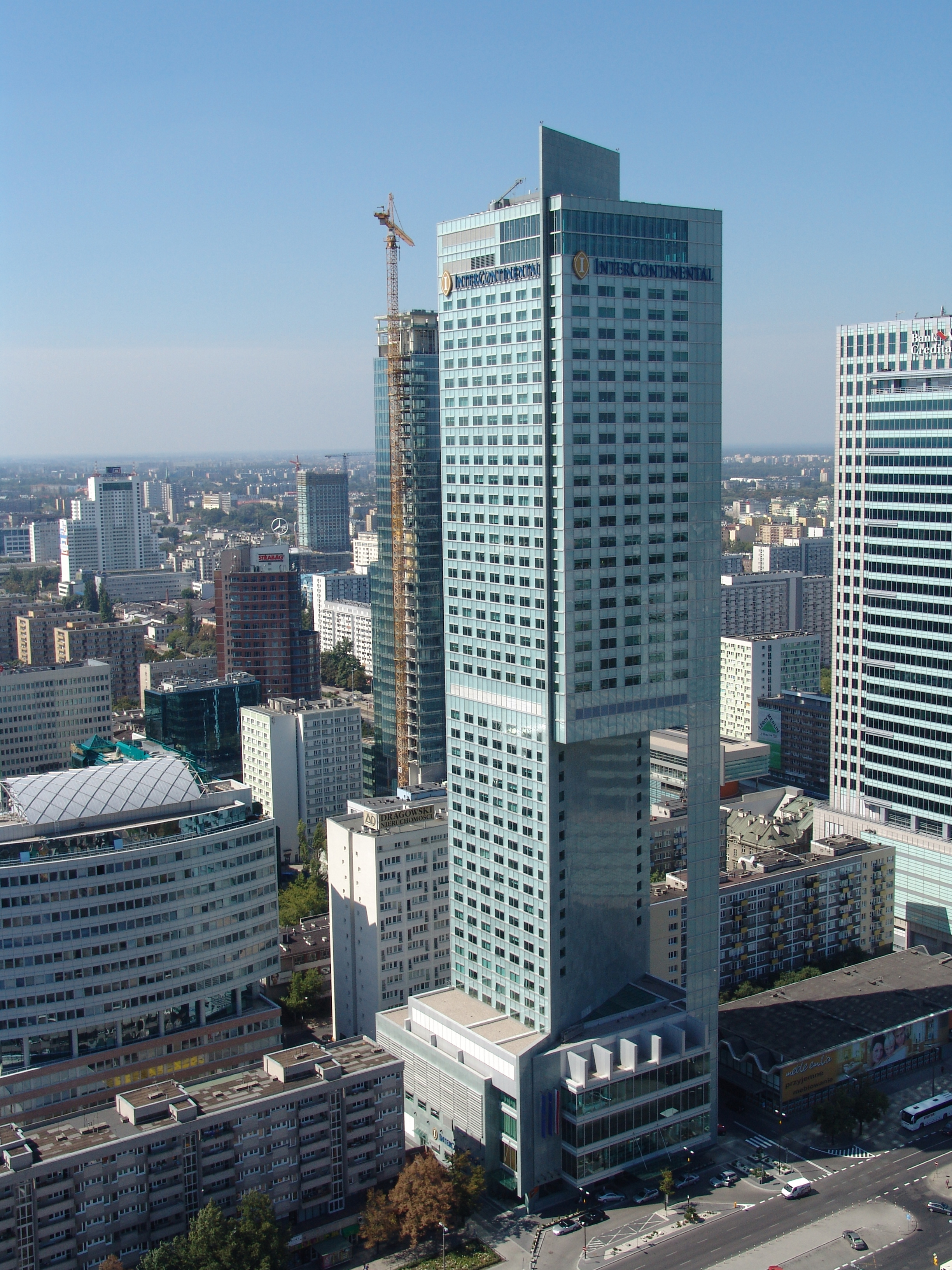
هتل اینترکنتیننتال ورشو

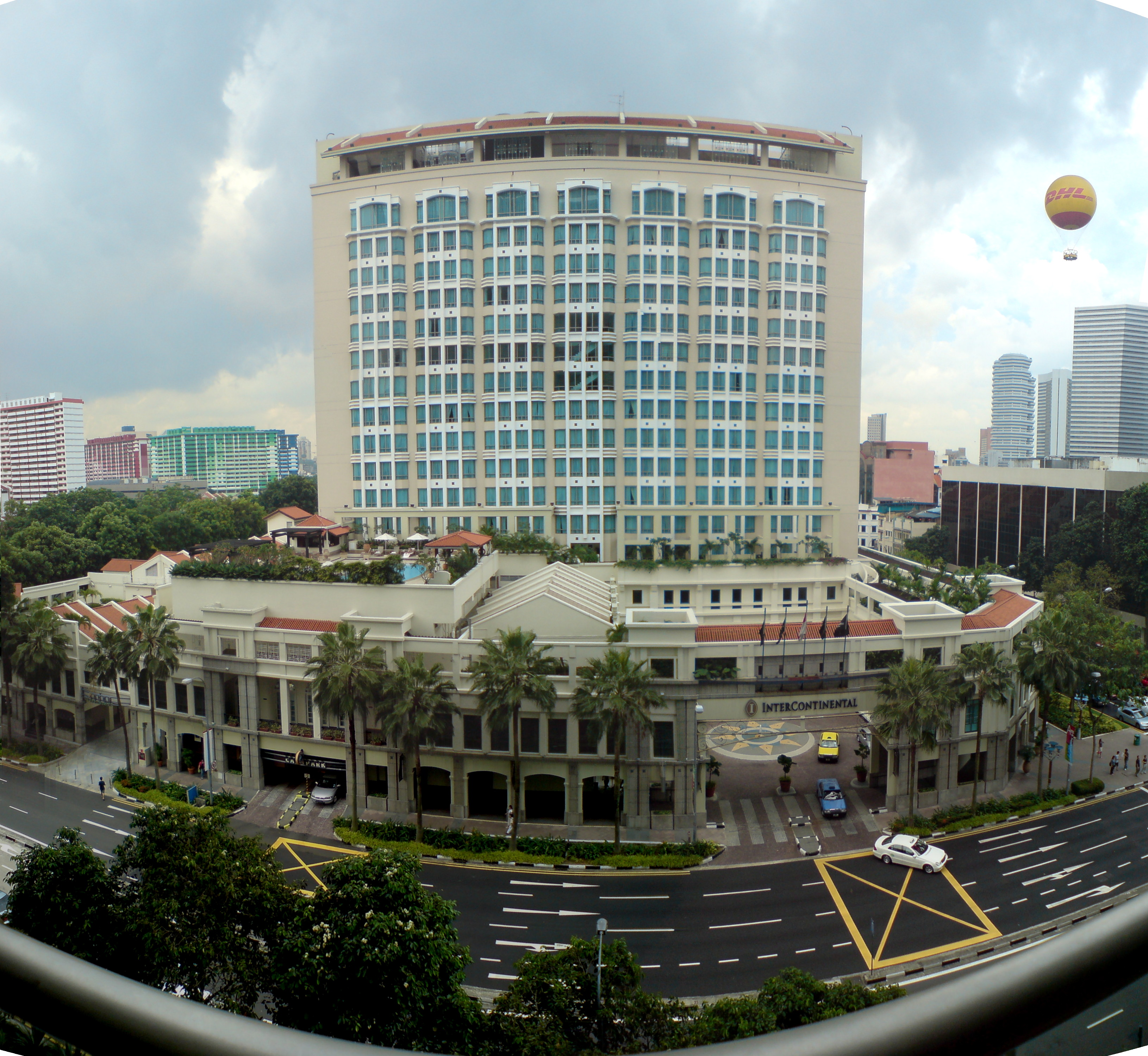
هتل اینترکنتیننتال سنگاپور

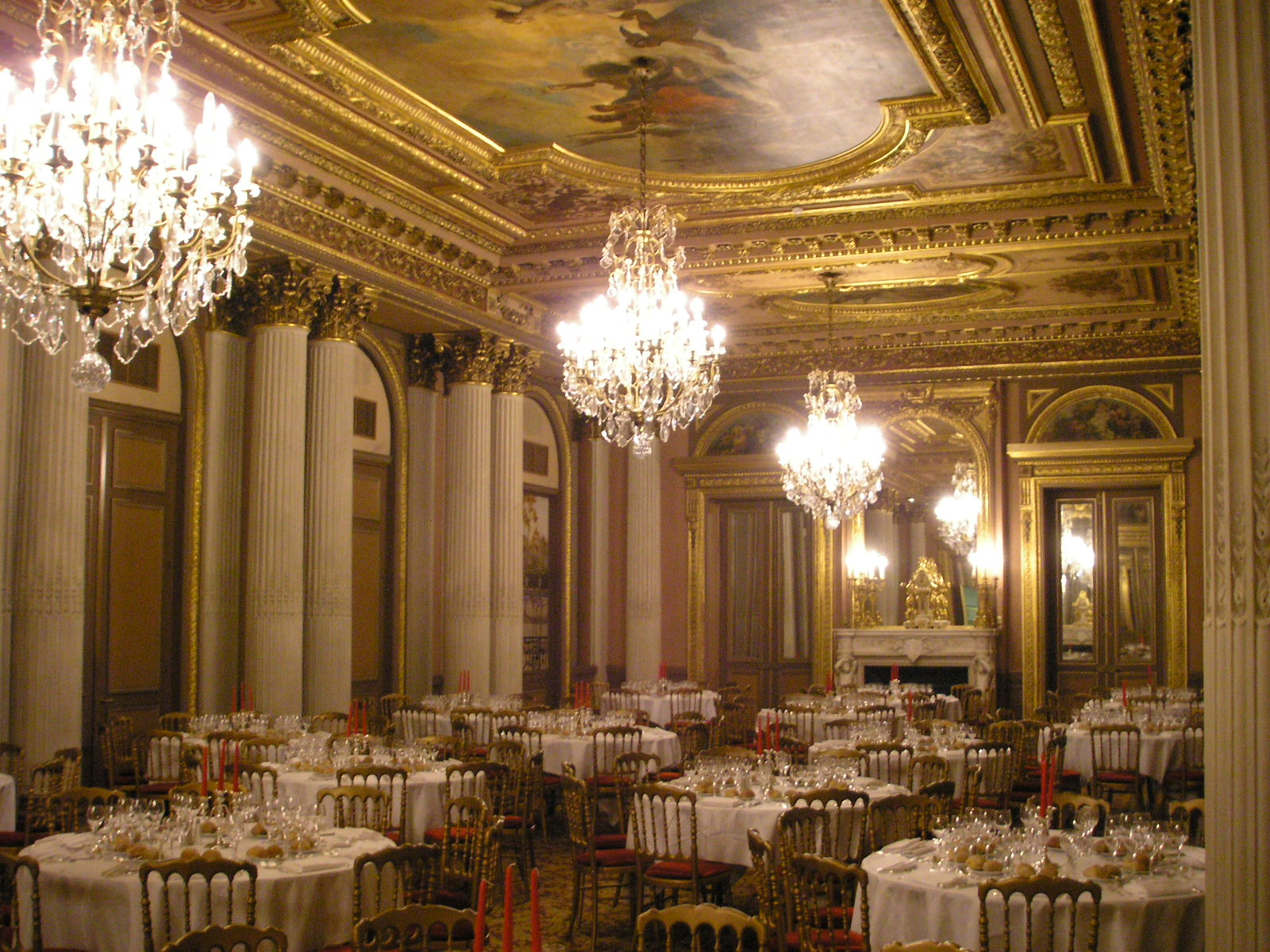
نمایی از سالن موسوم به ناپلئون در هتل اینترکونتیننتال پاریس.

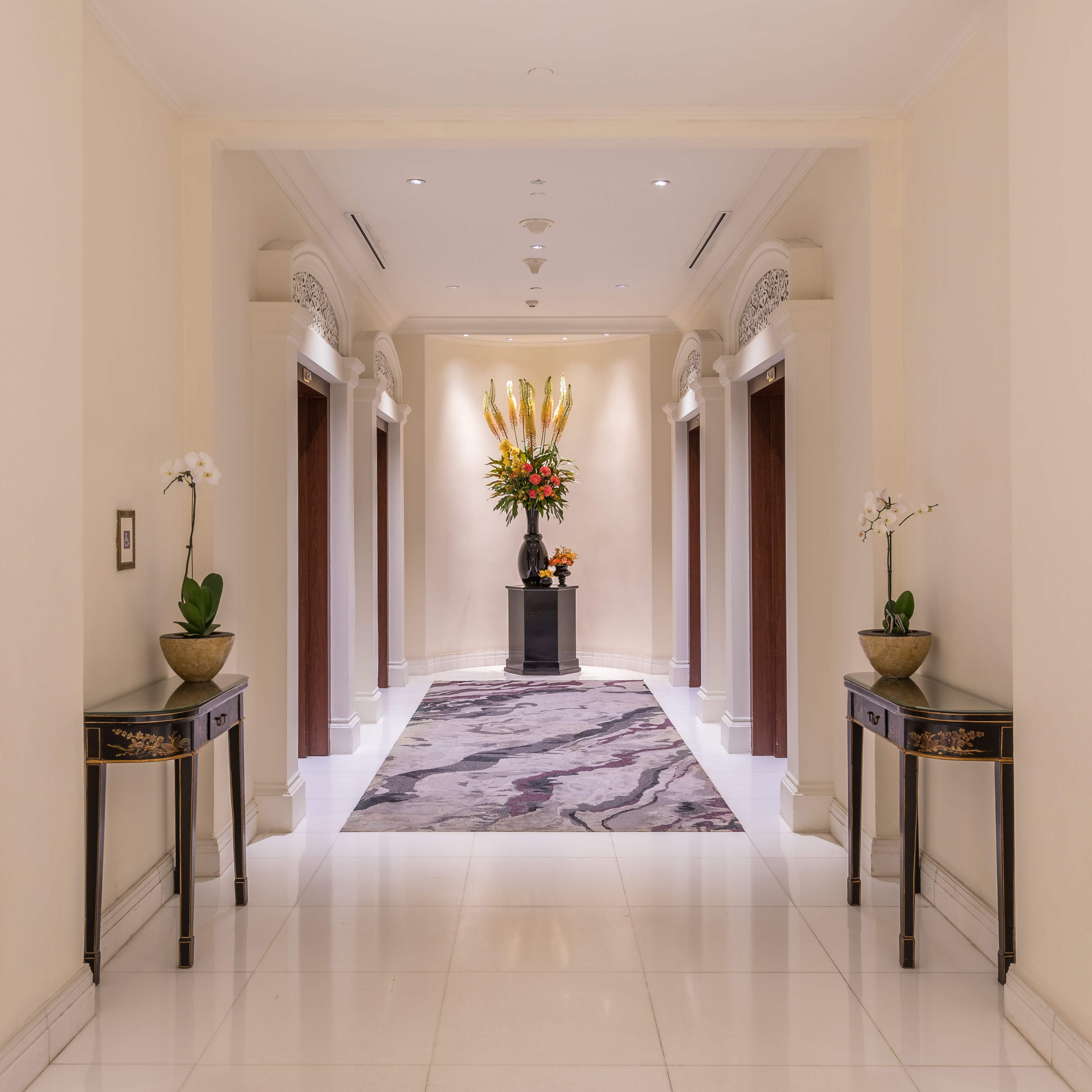
نمایی از دکوراسیون داخلی هتل اینترکنتیننتال سنگاپور.

اینترکنتیننتال (به انگلیسی: InterContinental) مجموعه هتلهای لوکس آمریکایی است که اکنون تحت مالکیت گروه هتل‌های اینترکنتیننتال قرار دارد. گروه هتل‌های اینترکنتیننتال در سال ۱۹۴۶ میلادی، به وسیله شرکت هواپیمایی بین‌المللی پان آمریکن تشکیل شد.
گروه هتل‌های اینترکنتیننتال، مالک بیش از ۲۰۰ هتل با نام انحصاری «اینترکنتیننتال» در بیش از ۶۰ کشور جهان است.
ایران در سال ۱۹۷۷ میلادی، به منظور سرمایه‌گذاری خارجی با هدف تأمین درآمدهای ارزی جدا از درآمدهای ناشی از صادرات نفت خام، در تلاش برای خرید شرکت هواپیمایی پان آمریکن و همچنین مجموعه هتل‌های بین‌المللی کنتیننتال بود که در آن زمان با مخالفت کنگره ایالات متحده آمریکا روبرو شد. پس از انقلاب ۱۳۵۷ ایران، هتل اینترکنتیننتال تهران مصادره و پس از چندی با نام هتل بین‌المللی لاله فعالیت خود را از سر گرفت.

## نگارخانه

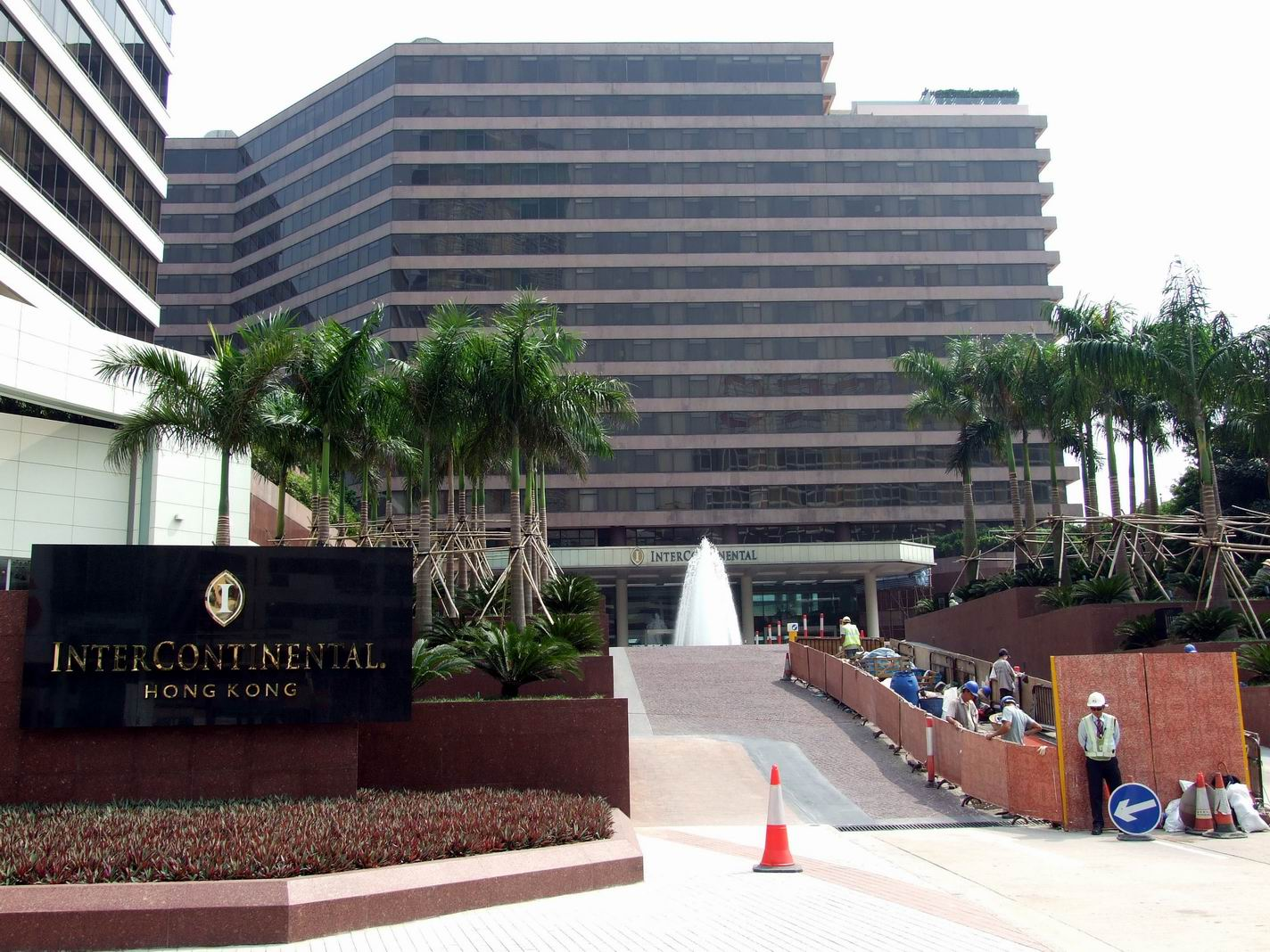
هنگ کنگ
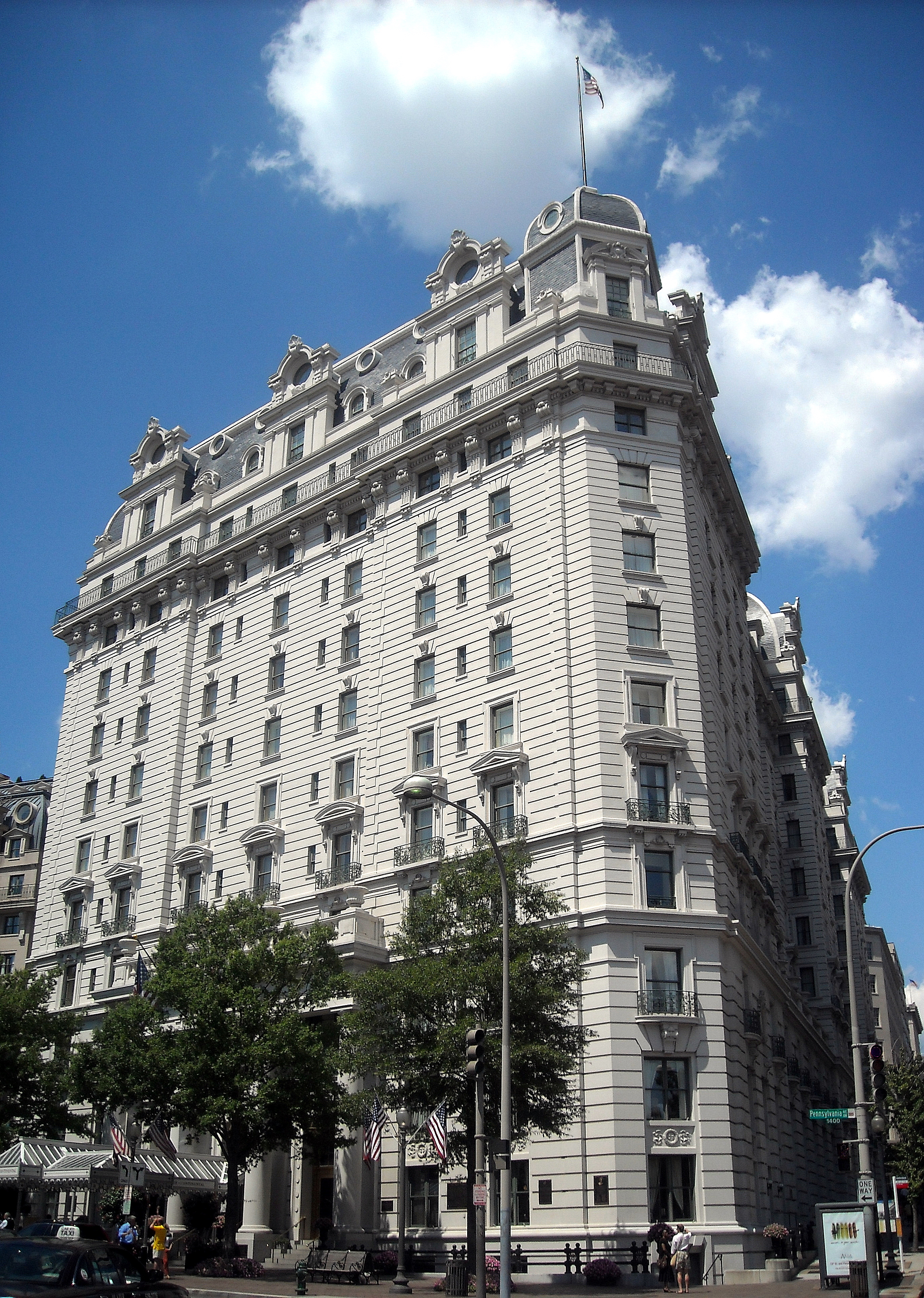
واشینگتن، دی.سی.
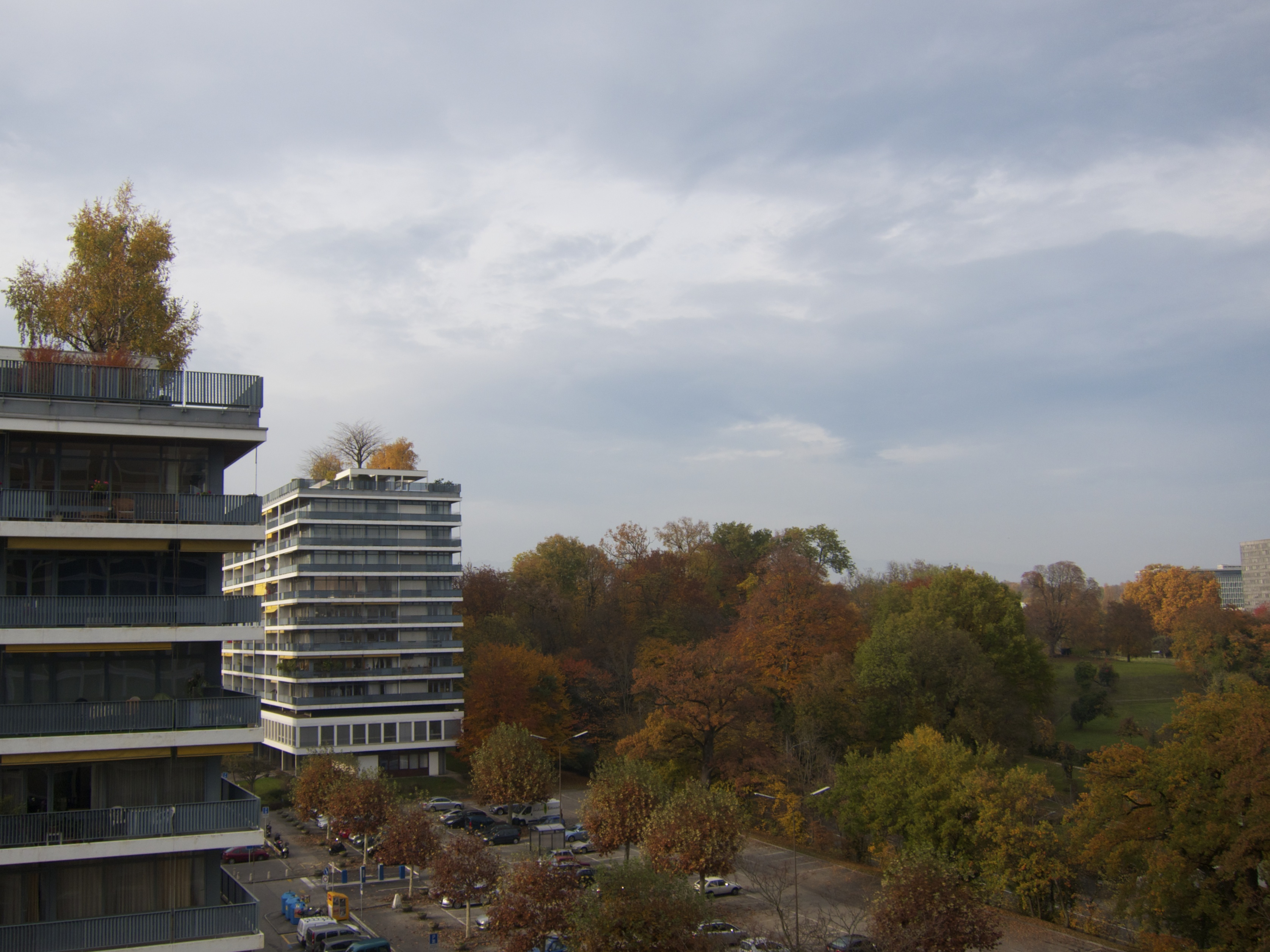
اینترکنتیننتال ژنو
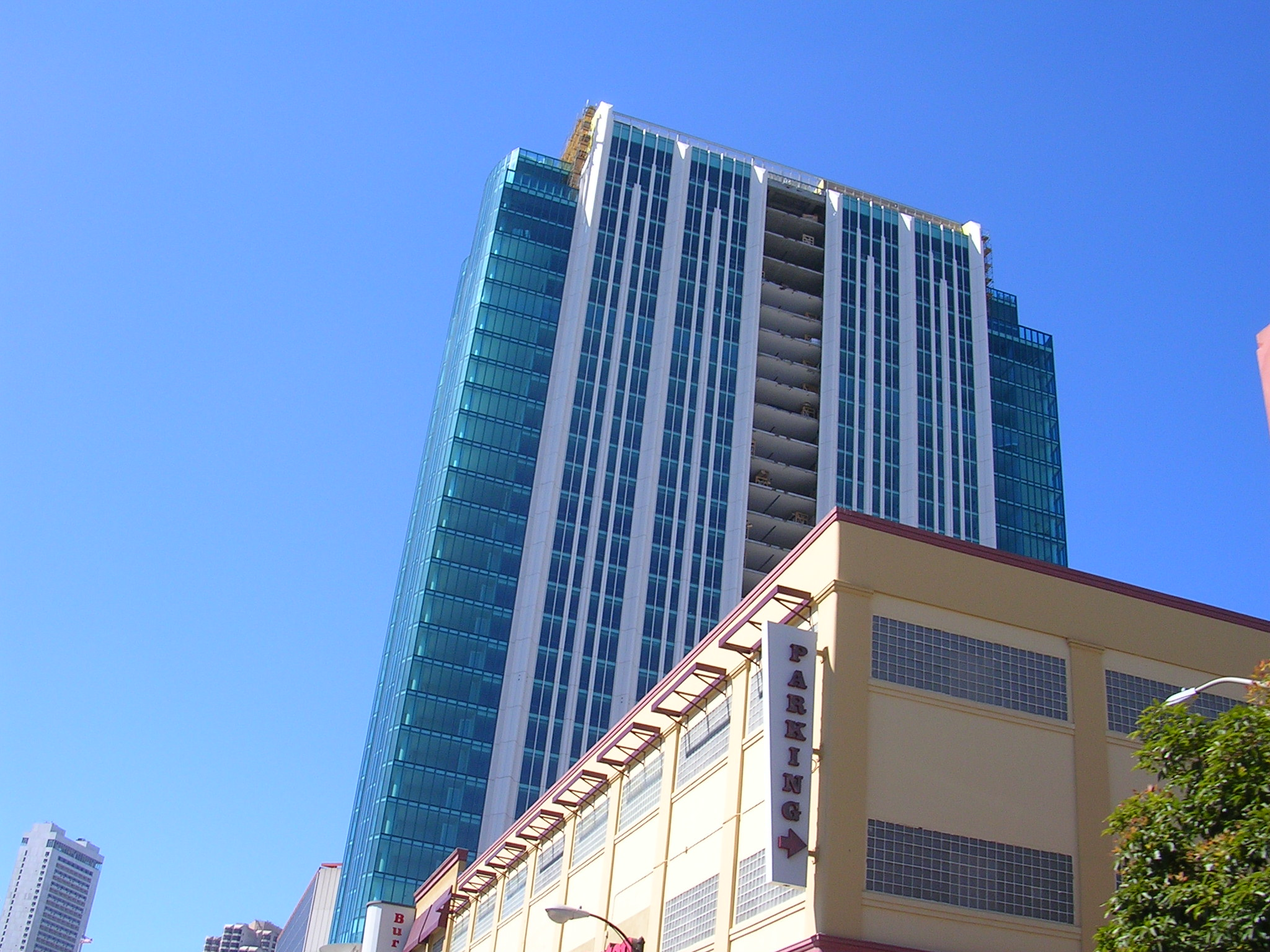
سان‌فرانسیسکو
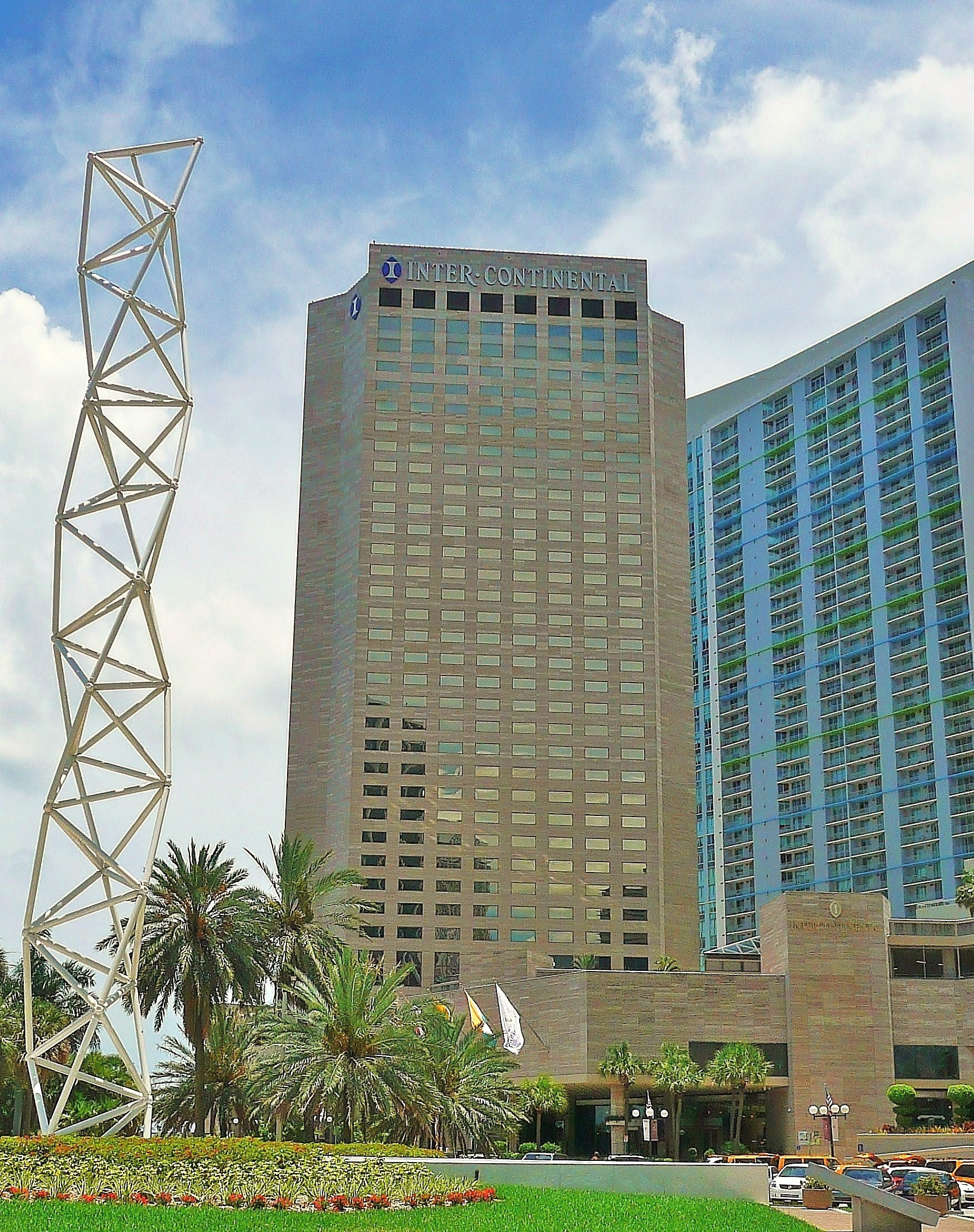
میامی
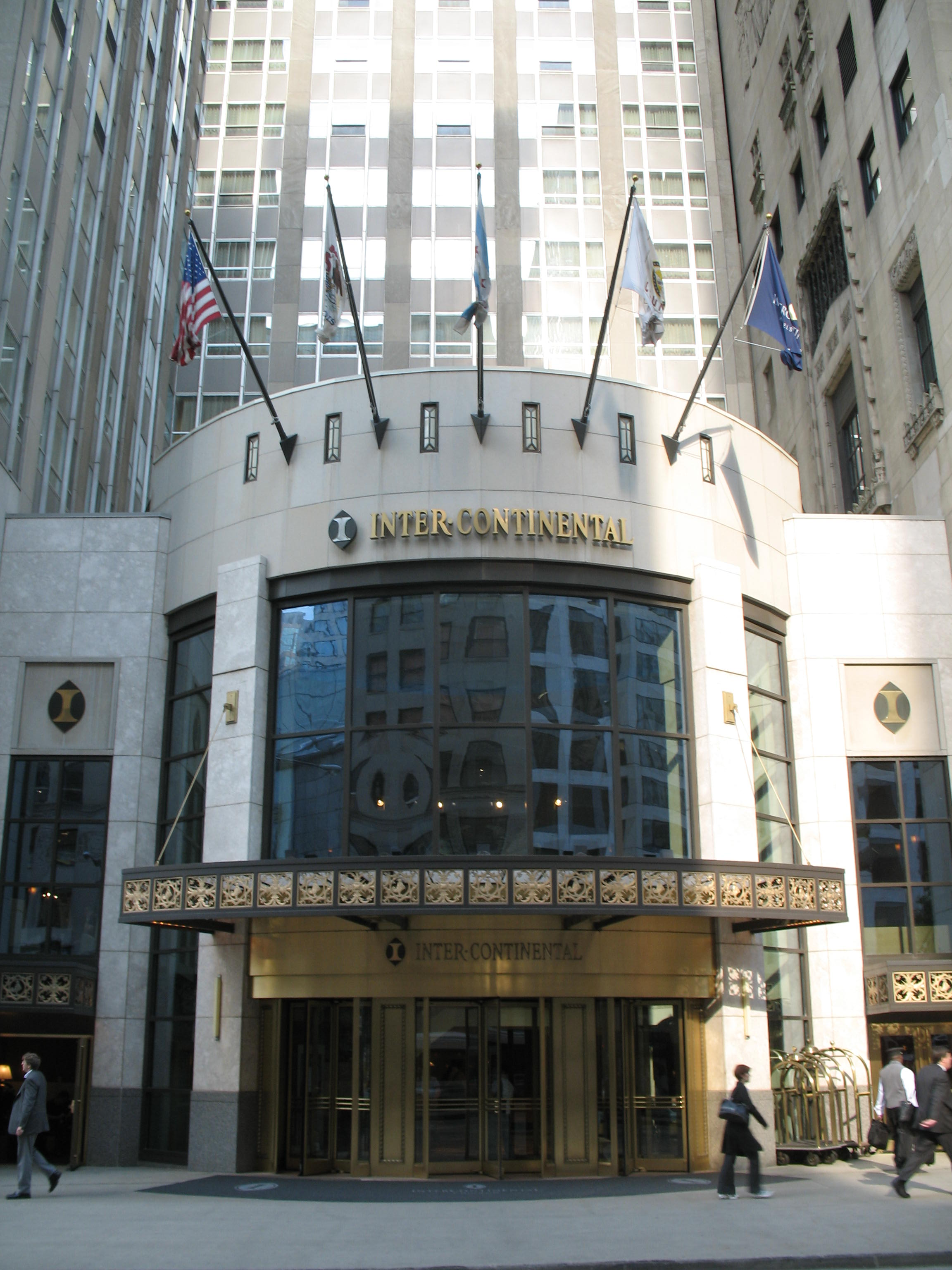
شیکاگو
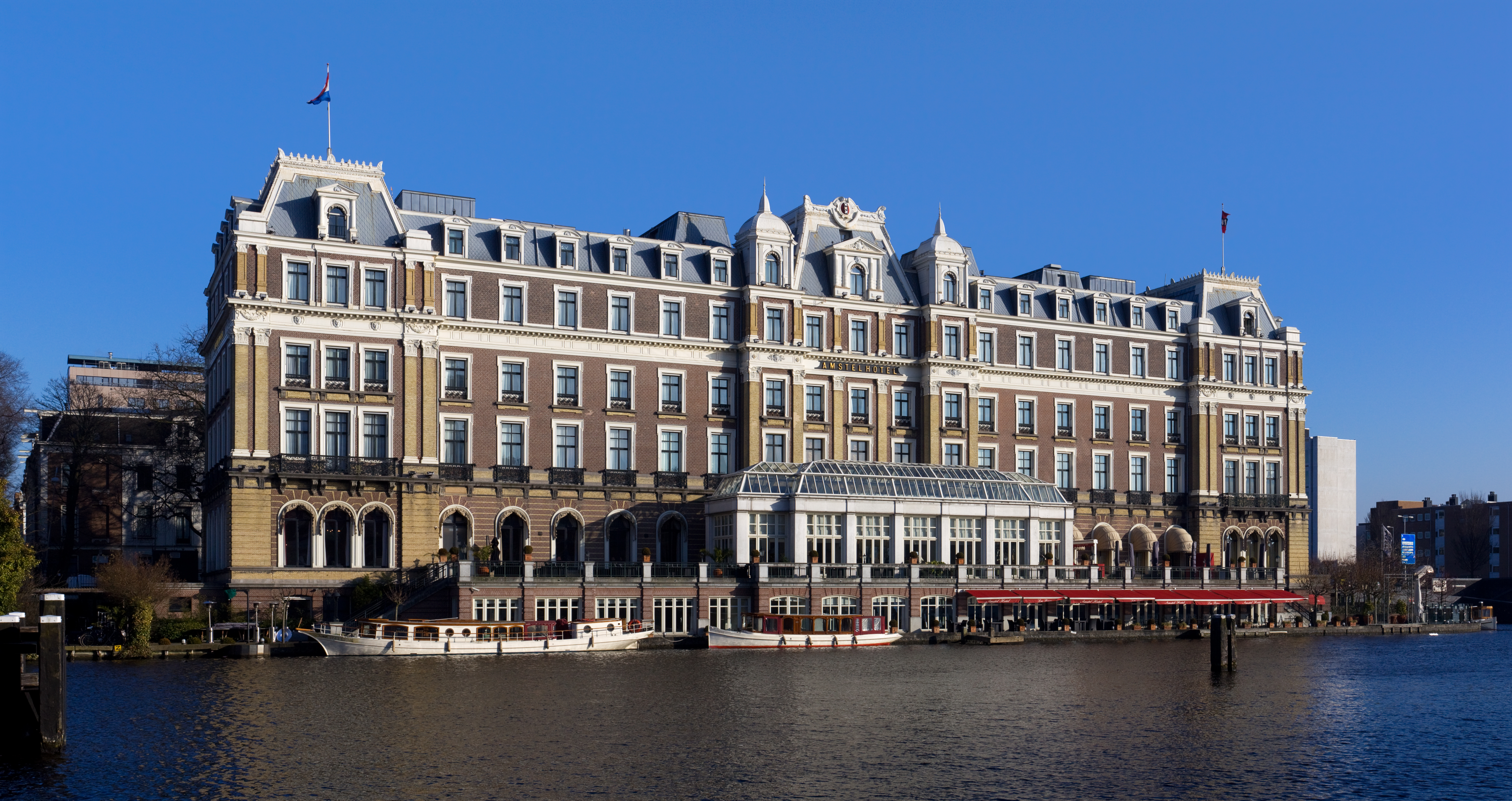
آمیستیل هتل آمستردام شعبه هتل اینترکنتیننتال در آمستردام هلند است.
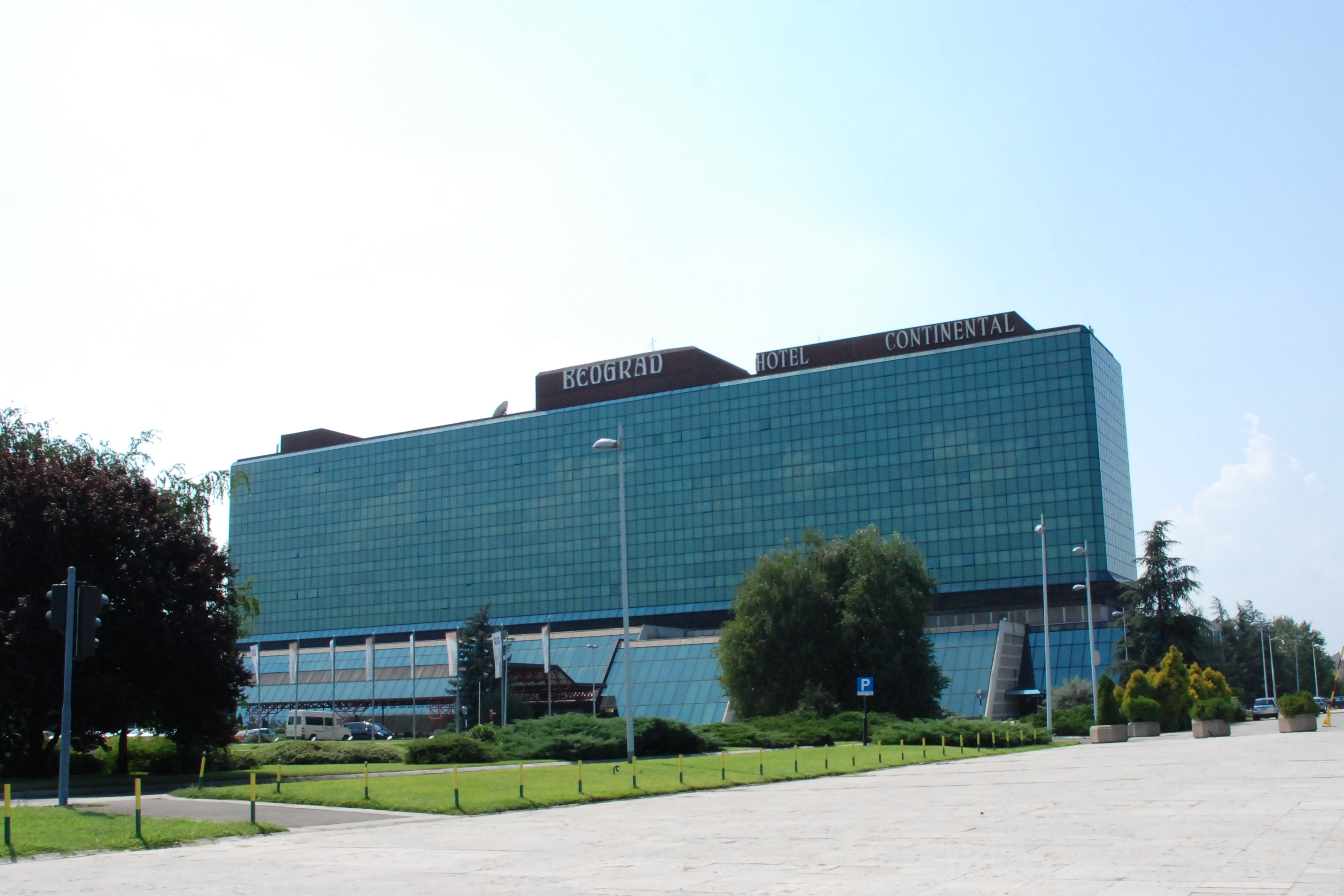
بلگراد
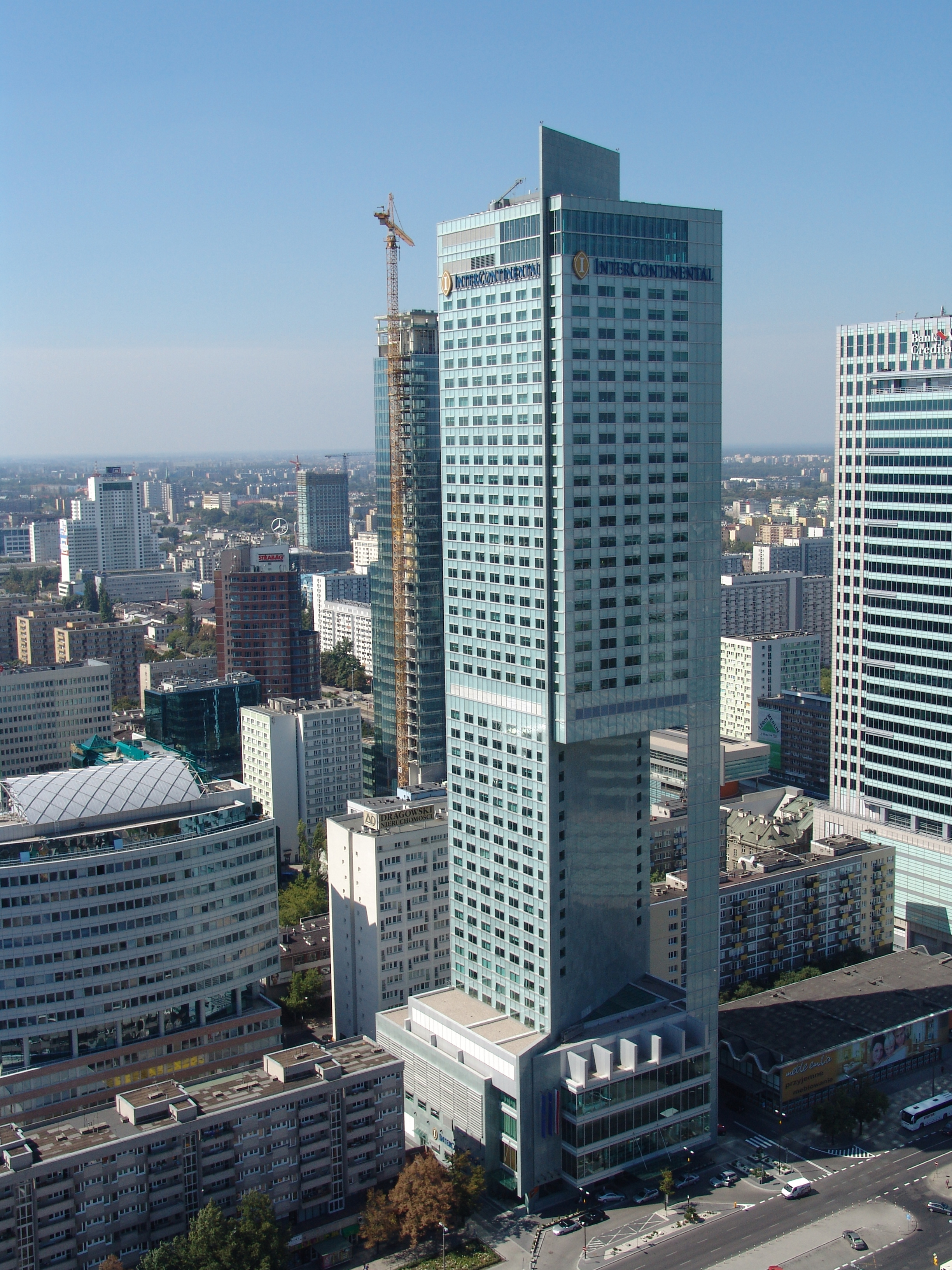
ورشو
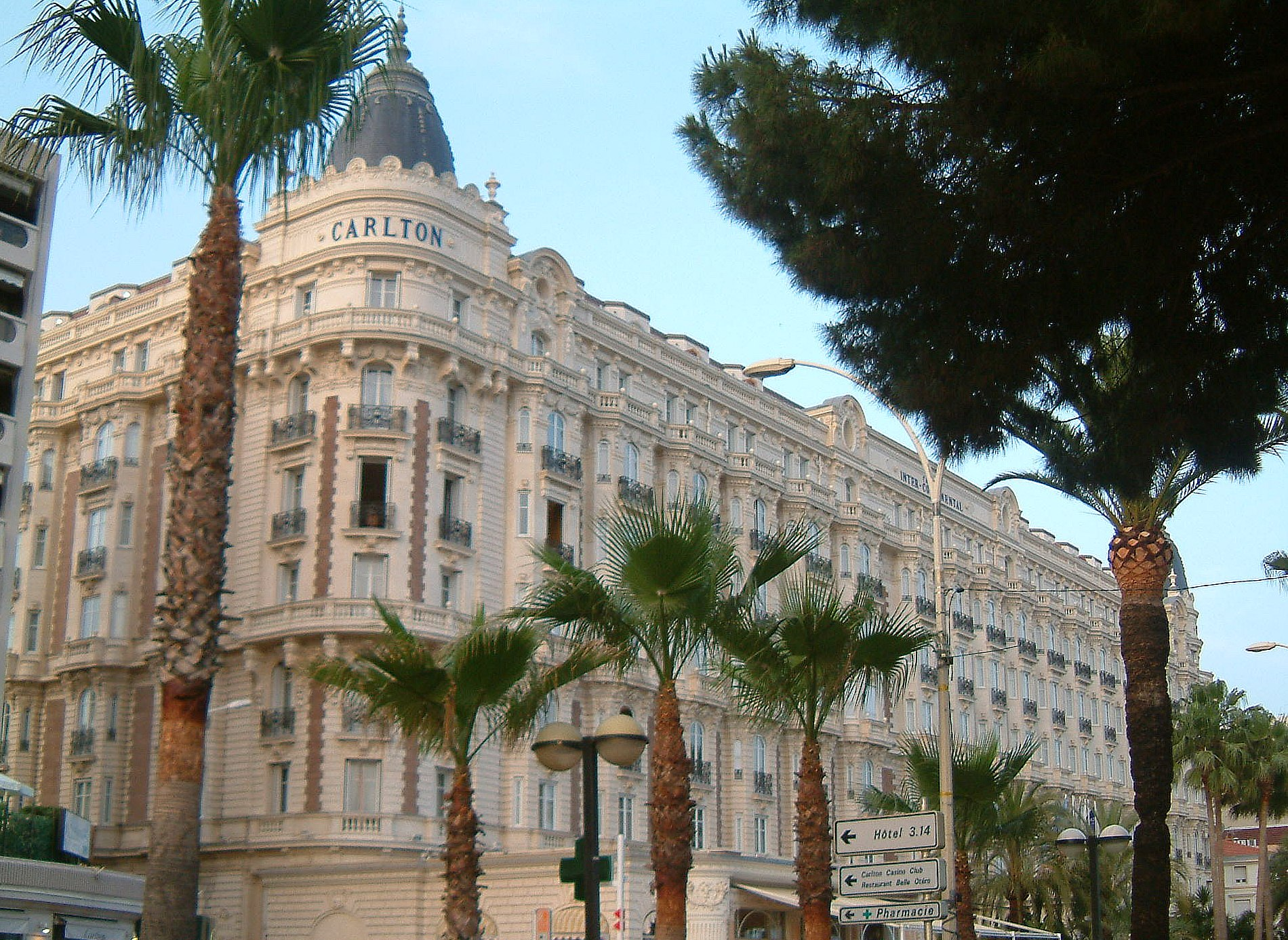
کن (فرانسه)
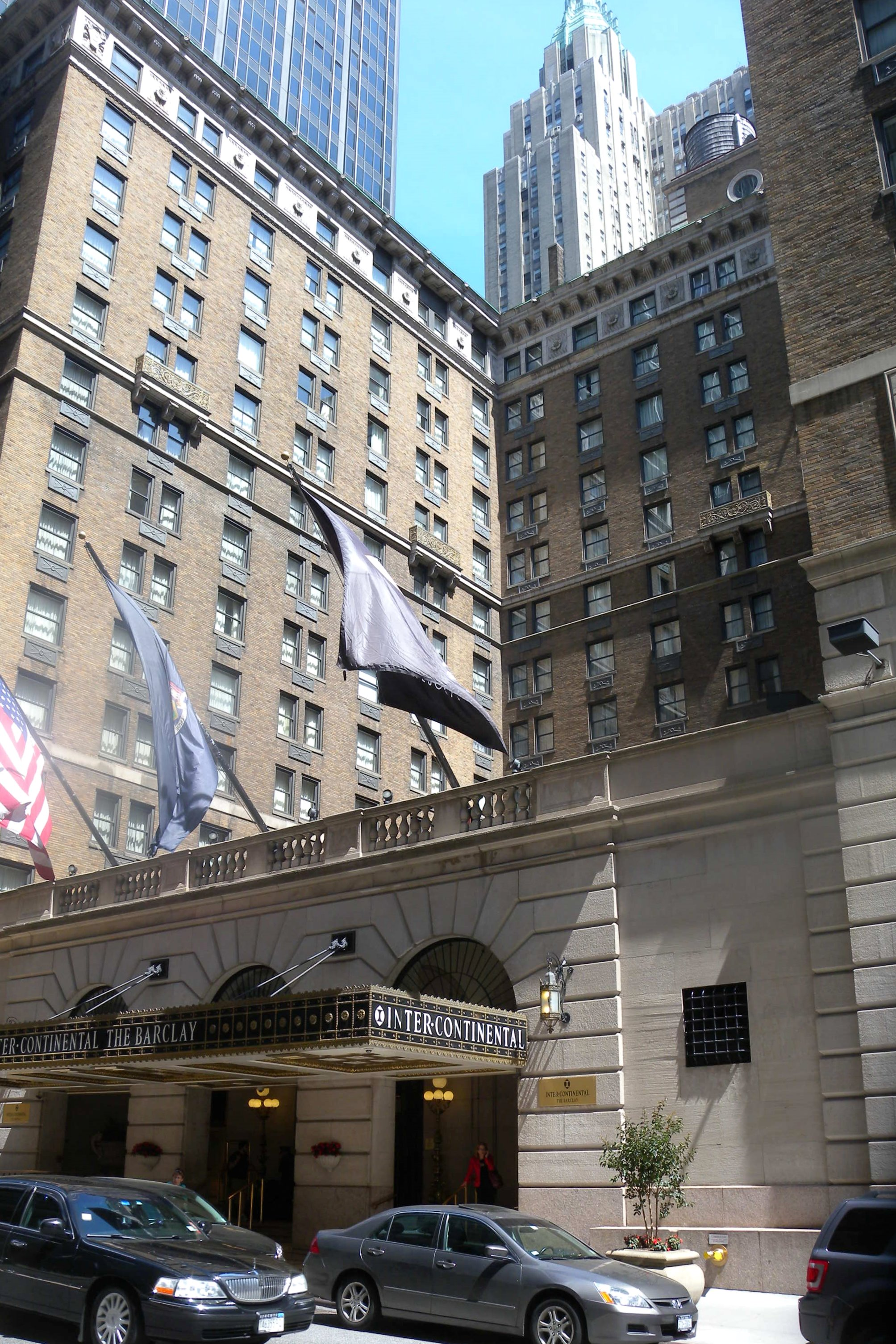
نیویورک (شهر)
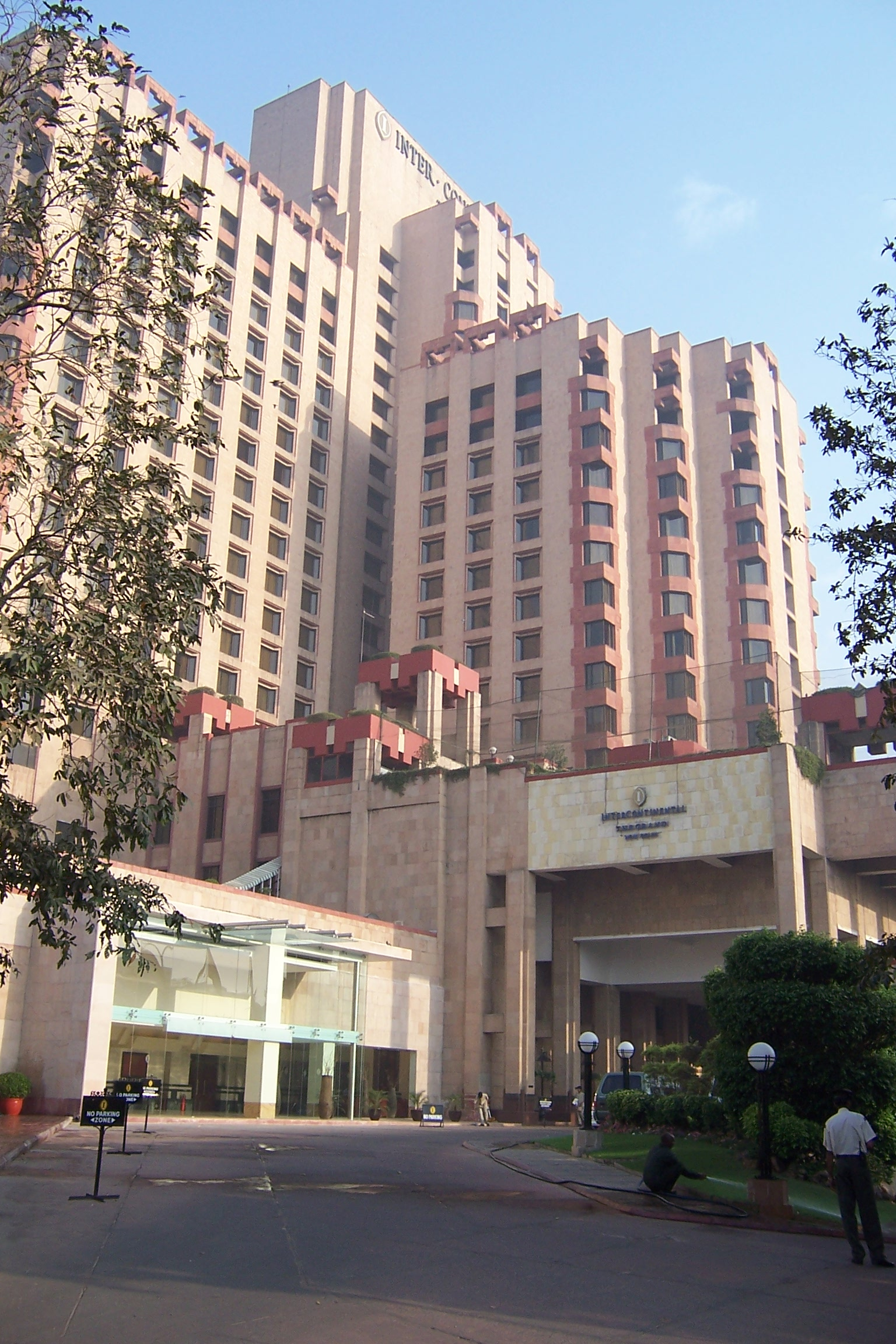
دهلی
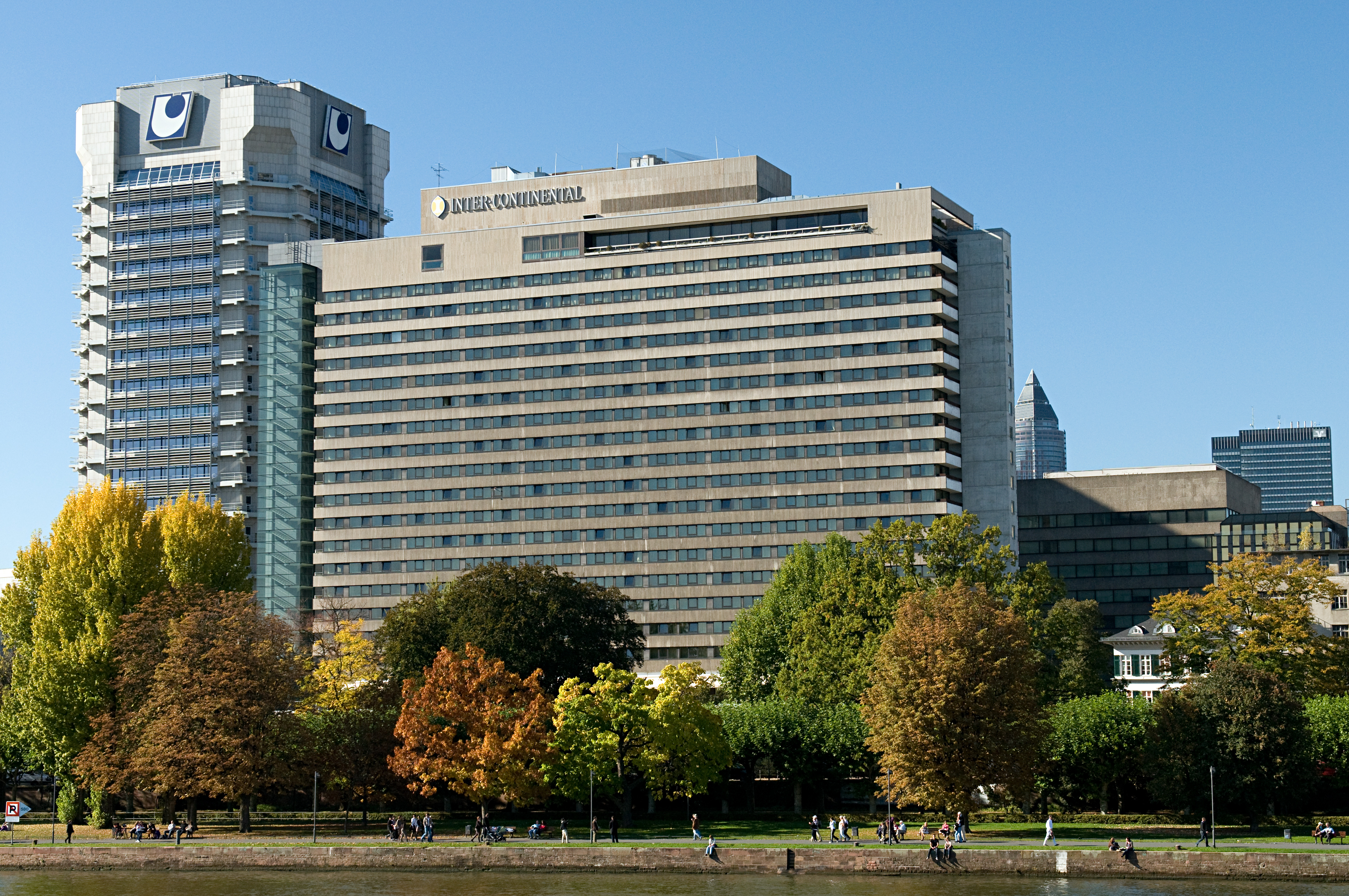
فرانکفورت آم ماین
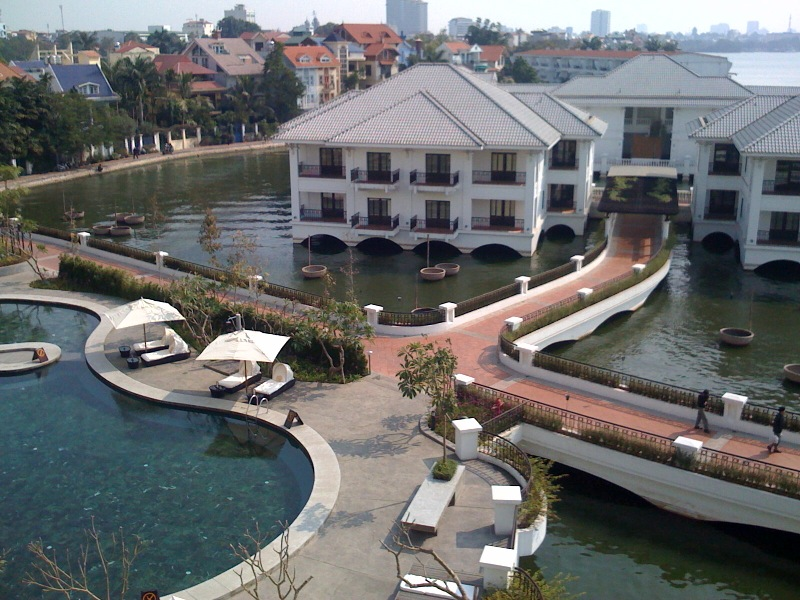
هانوی
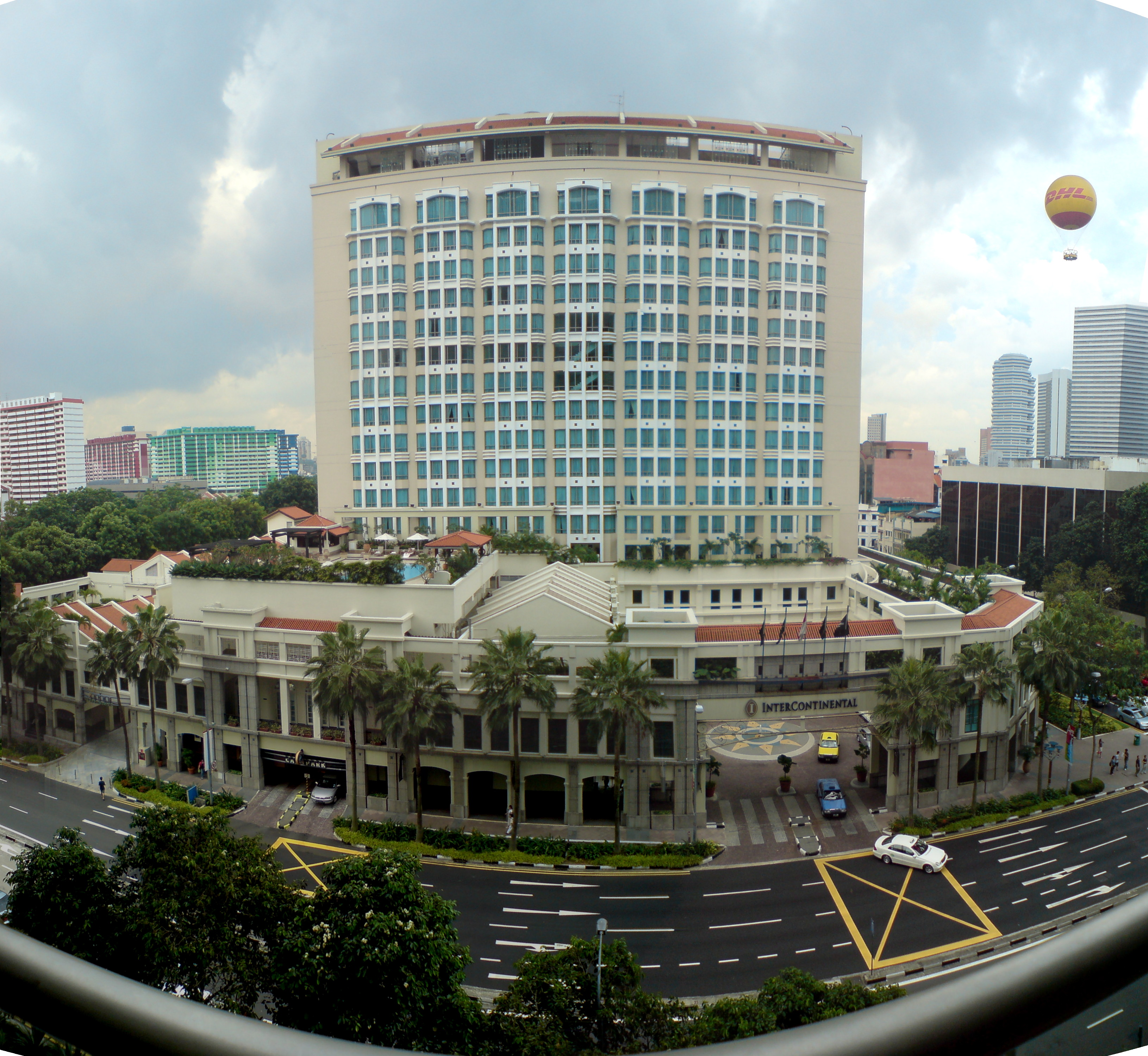
سنگاپور
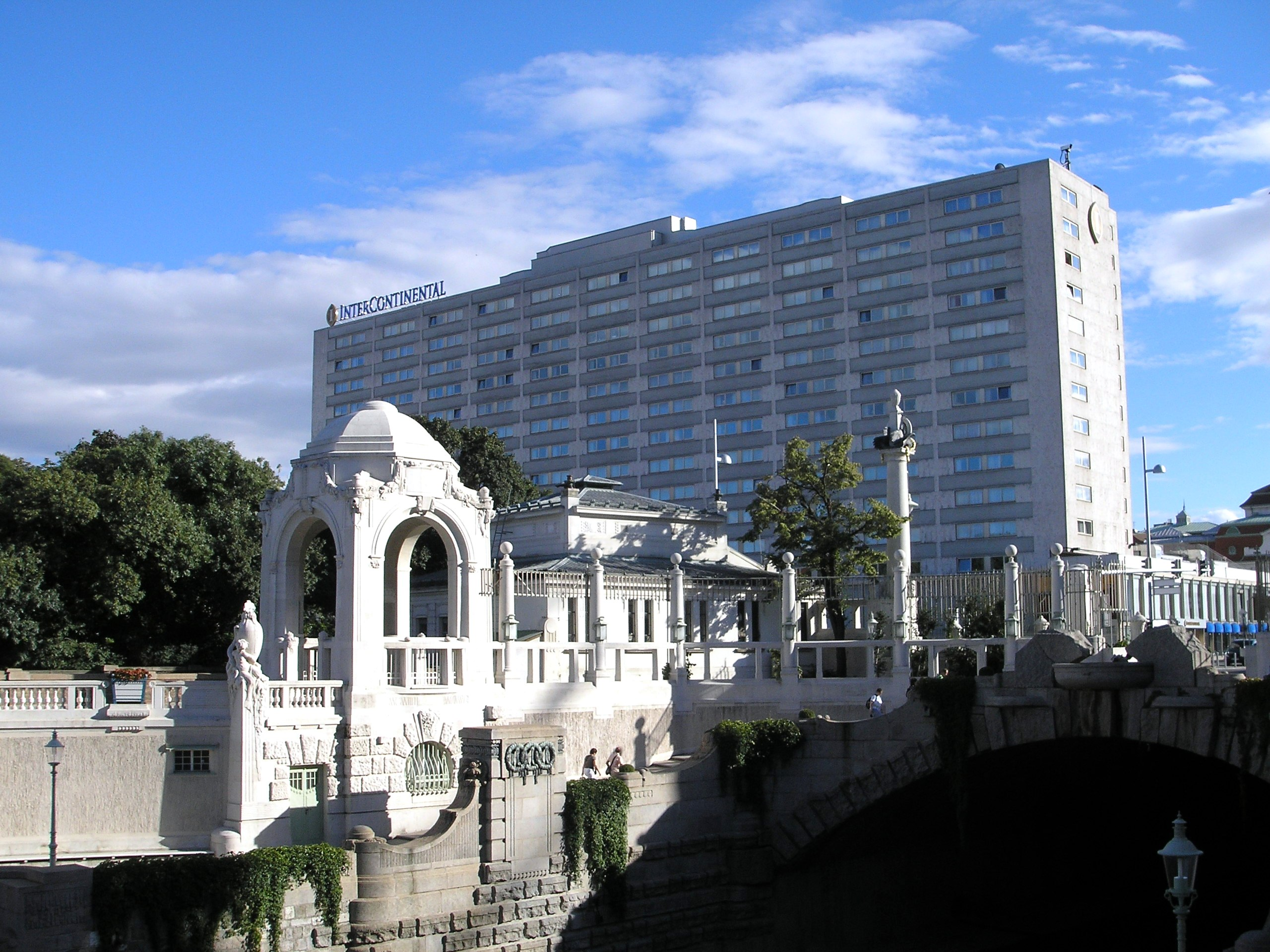
وین
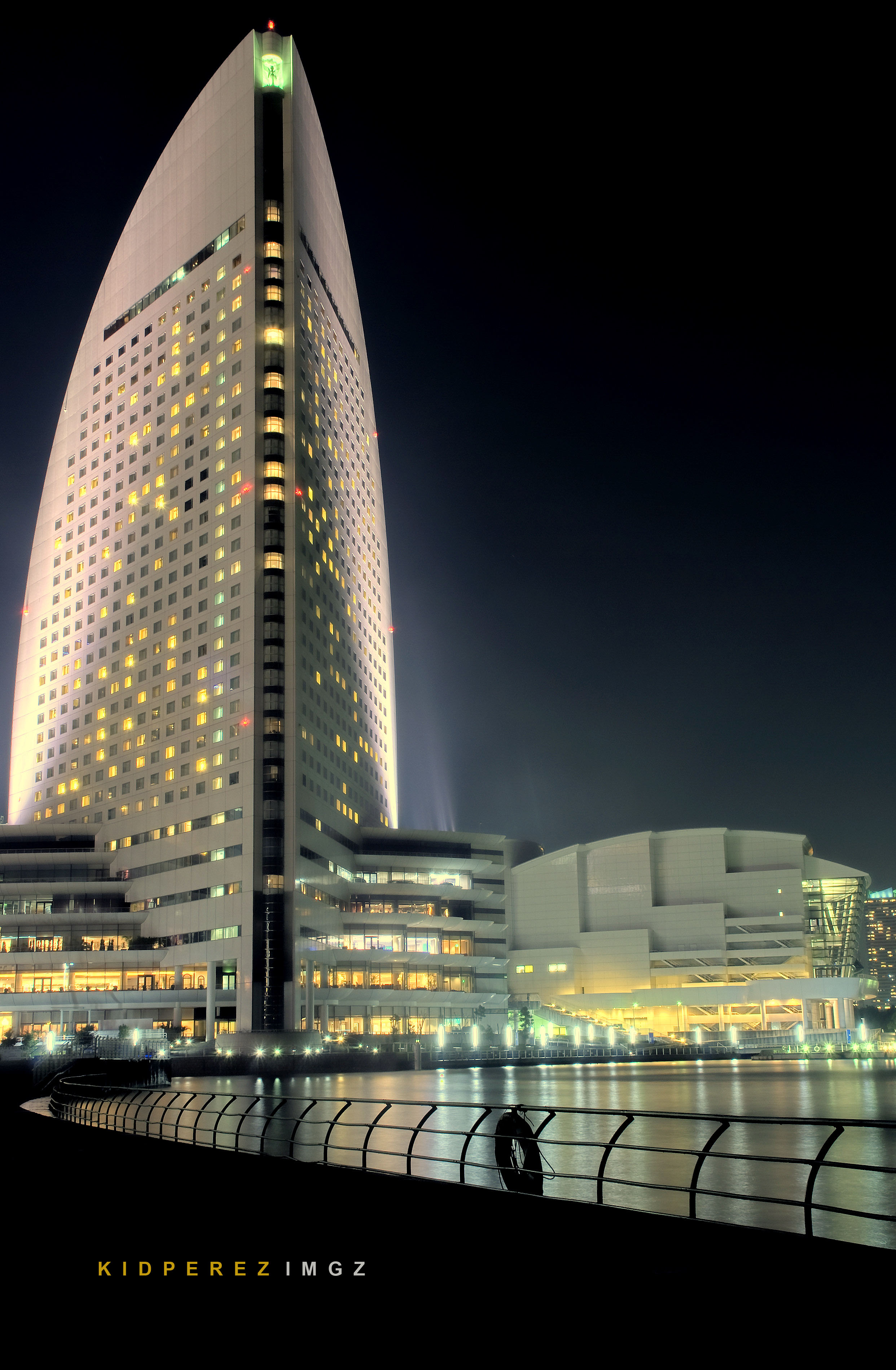
یوکوهاما